# Ghiacciaio Muldava
Il ghiacciaio Muldava (in inglese Muldava Glacier) (65°42′10″S 64°12′10″W) è un ghiacciaio lungo 4,4 km e largo 3,2, situato sulla costa di Graham, nella parte occidentale della Terra di Graham, in Antartide. In particolare, il ghiacciaio si trova a nord-est del ghiacciaio Nesla e a ovest del ghiacciaio Luke, sul versante nordoccidentale della dorsale Lisiya, a nord del monte Perchot, e da qui fluisce verso nord fino alla baia di Leroux.

## Storia
Il ghiacciaio Muldava è stato così battezzato dalla Commissione bulgara per i toponimi antartici in onore del villaggio di Muldava, nella Bulgaria meridionale. 